# Anne Marivin

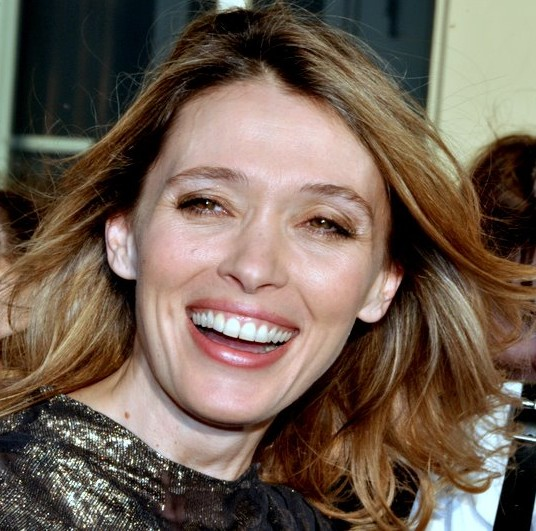
Anne Marivin (2012)

Anne Marivin (* 23. Januar 1974 in Senlis, Picardie) ist eine französische Schauspielerin.
Marivin tritt seit 1995 als Schauspielerin in Erscheinung, ihr Schaffen umfasst mehr als 75 Film- und Fernsehproduktionen. Sie wurde durch Filme wie La clé du problème, Narco – Das wunderbare Leben des Gustave Klopp, Alice et Charlie oder die französische Komödie Willkommen bei den Sch’tis bekannt, in der sie die Rolle der Annabelle Deconninck spielte.
Sie ist mit dem Designer Joachim Roncin liiert.

## Filmografie (Auswahl)

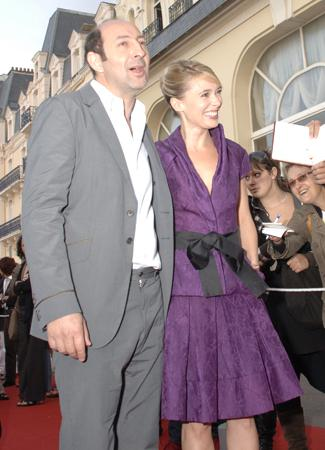
Anne Marivin mit Kad Merad 2008

- 1995: Seconde B (Fernsehserie, 1 Folge)
- 1998: Dossier: disparus (Fernsehserie, 1 Folge)
- 1999: L’histoire du samedi (Fernsehserie, 1 Folge)
- 1999: 1999 Madeleine
- 2002: Ah! Si j’étais riche
- 2002: Bad, Bad Things (Mon idole)
- 2002: Chouchou
- 2004: Die wunderbare Welt des Gustave Klopp (Narco)
- 2004: Podium
- 2004: Kommissar Navarro (Navarro, Fernsehserie, 1 Folge)
- 2006: Prête-moi ta main
- 2006: Kein Sterbenswort (Ne le dis à personne)
- 2006: (Welt) All inklusive (Un ticket pour l’espace)
- 2007: Crime Insiders (Truands)
- 2007: Pur week-end
- 2008: Willkommen bei den Sch’tis (Bienvenue chez les Ch’tis)
- 2008: The Easy Way (Sans arme, ni haine, ni violence)
- 2008: La clé du problème
- 2009: Special Correspondents (Envoyés très spéciaux)
- 2009: Incognito
- 2009: Demain dès l’aube
- 2009: Je vais te manquer
- 2009: Le coach
- 2009: Cinéman
- 2010: Kleine wahre Lügen (Les petits mouchoirs)
- 2010: Il reste du jambon?
- 2011: Tu seras mon fils
- 2012: Il était une fois, une fois
- 2013: Crawl
- 2014: Among the Living – Das Böse ist hier (Aux yeux des vivants)
- 2014: Respire
- 2014: SMS
- 2014: GHB: To Be or Not to Be
- 2016: Die Super-Cops – Allzeit verrückt! (Raid dingue)
- 2017: Das ist unser Land! (Chez nous)
- 2017: Ein Verlobter zu viel (L’embarras du choix)
- 2020: Call My Agent! (Dix pour cent, Fernsehserie, sechs Episoden)
- 2021–2022: Rebecca (Fernsehserie, 16 Episoden)
- 2022: Tödliche Ahnung (Visions, Fernsehserie, fünf Episoden)
- 2023: La vie, l’amour, tout de suite (Fernsehfilm)
- 2023: Les blagues de Toto 2 – Classe verte
- 2024: Im Wasser der Seine (Sous la Seine)
- 2024: Ça, c'est Paris! (Fernsehserie, sechs Episoden)